# Guerra turco-veneciana (1463-1479)
La Primera Guerra turco-veneciana o Primera Guerra otomano-veneciana fue un conflicto entre la República de Venecia y sus aliados con el Imperio otomano que duró de 1463 a 1479. Peleada poco después de la conquista de Constantinopla y los remanentes del Imperio bizantino por parte de los otomanos, resultó en una pérdida de varias posesiones venecianas en Albania y Grecia, siendo la más importante de ellas la isla de Negroponte (Eubea), que había sido un protectorado veneciano por siglos. El conflicto también mostró la rápida expansión de la Armada otomana, que se volvió capaz de desafiar a los venecianos y a los Caballeros Hospitalarios por la supremacía en el mar Egeo. No obstante, en los últimos años de la guerra, la República logró recuperarse de sus pérdidas por la adquisición de facto del Reino de Chipre cruzado.

## Antecedentes
Tras la Cuarta Cruzada (1203-1204), las posesiones del Imperio bizantino fueron divididas entre varios Estados cruzados católicos (latinos), anunciando el período conocido en griego como latinocracia. A pesar del resurgimiento del Imperio bizantino bajo la dinastía Paleólogo a fines del siglo XIII, muchos de estos Estados "latinos" sobrevivieron hasta el ascenso de una nueva potencia: el Imperio otomano. El más importante de ellos, la República de Venecia, que había fundado un extenso imperio marítimo que controlaba numerosas posesiones costeras e islas en los mares Adriático, Jónico y Egeo. En su primer conflicto con los otomanos, Venecia ya había perdido la ciudad de Salónica en 1430, luego de un largo asedio, pero el tratado de paz resultante dejó a las otras posesiones venecianas intactas.
En 1453, los otomanos conquistaron la capital bizantina, Constantinopla y continuaron expandiendo sus territorios en los Balcanes, Asia Menor y el Egeo. Serbia fue conquistada en 1459 y los últimos remanentes bizantinos, el Despotado de Morea y el Imperio de Trebisonda fueron dominados en 1460–1461. El Ducado de Naxos controlado por Venecia y las colonias genovesas de Lesbos y Quíos se convirtieron en tributarios en 1458, mientras que la última fue directamente anexada cuatro años más tarde. El avance otomano presentó inevitablemente una amenaza a las posesiones de Venecia en el sur de Grecia y, tras la conquista otomana de Bosnia en 1463, también en la costa adriática.

## Estallido de la guerra
Según el historiador griego Miguel Critóbulo, las hostilidades estallaron debido a la fuga de un esclavo albanés del comandante otomano de Atenas a la fortaleza veneciana de Coron (Corone) con 100.000 aspers de plata del tesoro de su amo. El prófugo luego se convirtió al cristianismo y, por lo tanto, la demanda de su extradición por los otomanos fue denegada por las autoridades venecianas. Con el uso de este pretexto, en noviembre de 1462, Turahanoğlu Ömer Bey, el comandante otomano en el centro de Grecia, atacó y casi tuvo éxito en la toma de la fortaleza veneciana de importancia estratégica de Lepanto (Nafpaktos). El 3 de abril de 1463, sin embargo, el gobernador de Morea, Isa Beg tomó la ciudad veneciana de Argos por traición a la patria.
Aunque Venecia, dependiente del comercio con los otomanos, en el pasado había sido reacia a enfrentarse a ellos en la guerra, los impulsos del legado papal, el cardenal Bessarion, y un discurso apasionado por el miembro del Consejo Vettore Cappello, inclinó la balanza, y el 28 de julio, el Senado votó por poco para declarar la guerra a la Puerta. El Papa Pío II aprovechó esta oportunidad para formar una nueva cruzada contra los otomanos: el 12 de septiembre de 1463, Venecia y el rey de Hungría Matías Corvino firmaron una alianza, seguido por una alianza con el Papa y el duque Felipe el Bueno de Borgoña el 19 de octubre. De acuerdo con sus términos, a la victoria, los Balcanes serían divididos entre los aliados. La Morea y la costa occidental de Grecia (Epiro) serían para Venecia, Hungría adquiriría Bulgaria, Serbia, Bosnia y Valaquia, el principado albanés bajo Skanderbeg se ampliaría a Macedonia, y los territorios europeos restantes de los otomanos, incluyendo Constantinopla, formaría un imperio bizantino restaurado bajo los miembros supervivientes de la familia Paleólogo. Las negociaciones se iniciaron también con otros rivales de los otomanos, como los Karamánidas, Uzún Hasán y el Kanato de Crimea.

## Campañas en la Morea y el Egeo (1463-1466)
La nueva alianza lanzó una ofensiva en dos frentes contra los otomanos: un ejército veneciano, bajo el capitán general del Mar Alvise Loredan desembarco en la Morea, mientras que Matías Corvino invadió Bosnia. Al mismo tiempo, Pío II comenzó a preparar un ejército en Ancona, con la esperanza de conducirlo el en persona.
A principios de agosto, los venecianos retomaron Argos y refortificaron el Istmo de Corinto, restaurando la Muralla de Hexamilion y dotándola de muchos cañones. Luego procedieron a sitiar la fortaleza del Acrocorinto, que controlaba el noroeste del Peloponeso. Los venecianos se involucraron en repetidos choques con los defensores y con las fuerzas de Ömer Bey, hasta que sufrieron una gran derrota el 20 de octubre, lo que dio lugar a la herida y posterior muerte del Marqués Bertoldo d'Este. Los venecianos fueron entonces obligados a levantar el sitio y retirarse a la Hexamilion y Nauplia (Nafplion). En Bosnia, Matías Corvino incauto más de sesenta plazas fuertes y logró tomar su capital, Jajce después de un asedio de 3 meses, el 16 de diciembre. 
La reacción otomana fue rápida y decisiva: el sultán Mehmed II envió a su gran visir, Mahmud Pasha Angelovič, al mando de un ejército contra los venecianos. Para hacer frente a la flota veneciana, que se había puesto fuera de la entrada del Estrecho de los Dardanelos, el sultán ordenó además la creación del nuevo astillero de Kadirga Limani en el Cuerno de Oro (el nombre del tipo "Kadirga" de la galera ), y de dos fortalezas para proteger el Estrecho, Kilidulbahr y Çanakkale. La campaña de Morea fue rápidamente victoriosa para los otomanos: aunque los mensajes recibidos de Ömer Bey habían advertido de la fuerza y la potencia de fuego de la posición de Venecia en el Hexamilion, Mahmud Pasha decidió marchar sobre esta, con la esperanza de atraparlos por sorpresa. En el evento, los otomanos llegaron al Istmo justo a tiempo para ver al ejército veneciano, desmoralizado y plagado de disentería, dejando sus posiciones y navegando hacia Nauplia. El ejército otomano arrasó Hexamilion, y avanzó a la Morea. Argos cayó, y varios fuertes y localidades que habían reconocido la autoridad de Venecia volvieron a su lealtad otomana. Zagan Pasha fue reelegido como gobernador de la Morea, mientras que a Ömer Bey se le dio el mando del ejército de Mahmud Pasha y la tarea de tomar las plazas de la República en el sur del Peloponeso, centrado alrededor de los dos fuertes de Coron y Modón (Metone). 
El Sultán Mehmed II, que seguía a Mahmud Pasha con otro ejército para reforzarlo, había alcanzado Zeitounion (Lamía) antes de ser informado del éxito de su visir. Inmediatamente, volvió a sus hombres hacia el norte, hacia Bosnia. Sin embargo, el intento del sultán para retomar Jajce en julio y agosto de 1464 falló, con los otomanos en retirada a toda prisa en la cara del ejército de Corvino que se acercaba. Un nuevo ejército otomano bajo Mahmud Pasha luego obligó a retirarse a Corvino, pero Jajce no fue retomada hasta muchos años después. Sin embargo, la muerte del Papa Pío II el 15 de agosto en Ancona significó el fin de la Cruzada.
Mientras tanto, para la próxima campaña de 1464, la República designó a Segismundo Malatesta, el gobernante de Rimini y uno de los más hábiles generales italianos, como comandante del ejército de tierra en la Morea. Las fuerzas a su disposición, junto con mercenarios y stratioti, sin embargo, eran limitadas, y en su paso por la Morea fue incapaz de lograr mucho. A su llegada a la Morea a mediados del verano, lanzó ataques contra las fortalezas otomanas, y participó en un sitio de Mistra en agosto-octubre. Él no tomó el castillo, sin embargo, y tuvo que abandonar el sitio cuando llegó una fuerza de alivio bajo Ömer Bey. La guerra de pequeña escala continuó en ambos lados, con incursiones y contraataques, pero la escasez de mano de obra y dinero significaba que los venecianos se mantuvieron confinados en gran medida a sus bases fortificadas, mientras que el ejército de Ömer Bey vagó por el campo. Los mercenarios y stratioti en empleo de Venecia fueron poniéndose descontentos por la falta de pago, mientras que cada vez más, la Morea se fue convirtiendo en un área asolada cuando los pueblos fueron abandonados y los campos dejados sin atención. La situación del mal suministro en la Morea obligó a Ömer Bey a retirarse a Atenas en otoño de 1465. El mismo Malatesta, desencantado por las condiciones en que encontró la Morea y cada vez más ansioso de volver a Italia y atender a su familia, los asuntos y la pelea en curso con el Papado, se mantuvo prácticamente inactivo durante todo 1465, a pesar de la relativa debilidad de las guarniciones otomanas tras la retirada de Ömer Bey de la península.
En el Egeo, el nuevo almirante veneciano, Orsato Giustinian, trató de tomar Lesbos en la primavera de 1464, y sitió la capital Mitilene durante seis semanas, hasta la llegada de una flota otomana bajo Mahmud Pasha el 18 de mayo que le obligó a retirarse. Otro intento de capturar la isla poco después también fracasó, y Giustinian murió en Modon el 11 de julio. Su sucesor, Jacopo Loredan, pasó el resto del año en manifestaciones en última instancia infructuosos de fuerza ante los Dardanelos. A principios de 1465, Mehmed II envió mensajes de paz al Senado de Venecia. Desconfiando los motivos del sultán, éstas fueron rechazadas. Poco después, los venecianos se vieron envueltos en un conflicto con los Caballeros Hospitalarios de Rodas, que habían atacado un convoy veneciano que llevaba comerciantes árabes del sultanato mameluco. Este evento enfureció al sultán de los mamelucos, que encarceló a todos los venecianos que viven en el Levante, y amenazó con entrar en la guerra en el lado otomano. La flota veneciana, bajo Loredan, navegó a Rodas bajo órdenes para liberar a los moros, incluso por la fuerza. En el evento, se evitó una guerra potencialmente catastrófica entre las dos grandes potencias cristianas del Egeo, y los mercaderes fueron puestos en libertad bajo la custodia de Venecia.
Por 1465 los hermanos Maniot Kladas, Krokodelos y Epifani, lideraron bandas de stratioti en nombre de Venecia contra los turcos en el sur del Peloponeso. Pusieron Vardounia y sus tierras en posesión de Venecia, para el que Epifani luego actuó como gobernador.
En abril de 1466, Vettore Cappello, el defensor más vociferante de la guerra, sustituyó a Loredan como Capitán General del Mar. Bajo su liderazgo, el esfuerzo de guerra veneciano fue revigorizado: la flota tomó las islas del Egeo del norte Imbros, Tasos y Samotracia, y luego navegó hacia el golfo Sarónico. El 12 de julio, Cappello desembarco en El Pireo, y marcharon contra Atenas, importante base regional de los otomanos. Él no tomó la Acrópolis, sin embargo, y se vio obligado a retirarse a Patras. Patras, siendo la capital del Peloponeso y la sede del Bey otomano, estaba siendo sitiada por las fuerzas conjuntas de venecianos y griegos bajo el Proveditore de la Morea, Jacomo Barbarigo y el comandante espartano Miguel Rallis. Antes de que Cappello pudiera llegar allí, y como la ciudad parecía estar a punto de caer, Ömer Bey repentinamente apareció con 12.000 hombres de caballería, y condujo a los sitiadores, superados en número, fuera. Seiscientos venecianos y un centenar de otros fueron hechos prisioneros de una fuerza de 2.000, mientras que el propio Barbarigo fue asesinado, y su cuerpo empalado, mientras un centenar de griegos cayeron y Rallis fue capturado y empalado. Cappello, que llegó unos días después, atacó a los otomanos, pero fue fuertemente derrotado. Desmoralizado, regresó a Negroponte con los restos de su ejército. Allí Cappello cayó enfermo y murió el 13 de marzo de 1467. Negroponte fue tomada por los turcos tres años después, en 1470.

## La guerra en Albania (1466-1467)
El sultán Mehmed marchó con un gran ejército contra los albaneses en la primavera de 1466. Estos habían resistido siempre a los otomanos, acaudillados por Skanderbeg y habían solicitado en repetidas ocasiones el auxilio de Italia. Para los albaneses, el estallido de la guerra otomano-veneciana les ofreció una oportunidad de oro para reafirmar su independencia; a los venecianos, les permitió explotar las plazas costeras de Dirraquio y Escútari. El resultado principal de esta campaña fue la construcción de la fortaleza de Elbasan, presuntamente en tan sólo veinticinco días. Esta fortaleza estratégicamente situada en las tierras bajas cerca del final de la antigua Vía Egnatia, cortaba Albania en dos, aislando la base de Skanderbeg en la sierra norte de las posesiones venecianas en el sur. Sin embargo, tras la retirada del sultán, Skanderbeg pasó el invierno en Italia, en busca de ayuda. A su regreso a principios de 1467, sus fuerzas salieron de las tierras altas, vencieron a Ballaban Pachá, desbarataron el asedio de la fortaleza de Croia (Krujë) y atacaron Elbasan, si bien no lograron conquistarla. Mehmed II respondió marchando otra vez contra Albania. Atacó enérgicamente los bastiones albaneses y despachó destacamentos a asaltar las posesiones venecianas y mantenerlas aisladas. Los otomanos no pudieron tomar Croia ni subyugar el país. Sin embargo, el invierno trajo un brote de peste, que se repetiría anualmente y minó la fuerza de la resistencia local. El mismo Skanderbeg pereció de malaria en la fortaleza veneciana de Lissus (Lezhë), lo que puso fin a la capacidad de Venecia de utilizar a los señores albaneses en su propio beneficio. Los albaneses fueron abandonados a su suerte y sometidos gradualmente a lo largo de la década siguiente.

## Campañas albaneses Finales (1474-1479)
Después de que Skanderbeg muriese, algunas guarniciones venecianas del norte de Albania siguieron manteniendo territorios codiciados por los otomanos, como Žabljak Crnojevića, Drisht, Lezha y Escútari, el más significativo. Mehmed II envió sus ejércitos a tomar este último en 1474, pero fracasó. Luego acudió para dirigir personalmente el asedio de la plaza en 1478-1479. Los venecianos y los habitantes de Escútari resistieron los asaltos y continuaron para conservar la fortaleza hasta que Venecia la cedió al Imperio otomano en el Tratado de Constantinopla como condición para poner fin a la guerra.
Después de la guerra veneciana, los otomanos atacaron Hungría, pero sus ejércitos fueron derrotados en la batalla de Breadfield.